# Sigara lateralis
Sigara lateralis är en insektsart som först beskrevs av Leach 1817.  Sigara lateralis ingår i släktet Sigara, och familjen buksimmare. Arten är reproducerande i Sverige.